# Будда-парк
17°54′44″ пн. ш. 102°45′54″ сх. д. / 17.91225° пн. ш. 102.76509722222° сх. д.
Будда-парк або Ват-Сієнгкхуан (лаос. ວັດຊຽງຄວນ, тай. วัดเซียงควน) — скульптурний парк релігійної тематики, розташований за 25 км на південний схід від В'єнтьяна, Лаос, на березі річки Меконг. У парку знаходиться понад 200 буддійських і індуїстських статуй.
Заснований в 1958 році під орудою Бунлиа Сулілат. Салакеуку, близька по духу монументальна скульптурна робота, зведена Сулілатом двадцятьма роками пізніше, розташована поблизу, на протилежному (тайському) березі Меконгу.
Статуї прикрашені численними візерунками, деякі з них виглядають дивно. Здається, що статуям декілька сотень років, однак, це помилкове враження. Виконані вони з армованого бетону.
Одне спорудження особливо виділяється на тлі інших, це по суті триповерхова будівля, поверхи символізують пекло, землю і рай. Входом до будівлі є рот у 3-метровій голові демона. Відвідувачі можуть пройти по всіх поверхах і побачити скульптурні композиції, відповідної тематики.